# Guillermo Madrigal
Guillermo Madrigal Sardinas (30 luglio 1983) è uno schermidore cubano.

## Palmarès
In carriera ha conseguito i seguenti risultati:
- Giochi Panamericani:

Rio de Janeiro 2007: oro nella spada a squadre.